# Mihail Kogălniceanu, Constanța
Mihail Kogălniceanu (/mi.ha.'il ko.gəl.ni.'tʃěa.nu/) là một xã ở hạt Constanţa, România, và tọa lạc 25 km về phía tây bắc của Constanţa. Xã này có 3 làng:
- Mihail Kogălniceanu (tên lịch sử: Kara Murat, tiếng Thổ Nhĩ Kỳ: Karamurat; Ferdinand I)
- Palazu Mic
- Piatra (tên lịch sử: Taşaul, tiếng Thổ Nhĩ Kỳ: Taşağıl)

Sân bay quốc tế Mihail Kogălniceanu tọa lạc gần xã này.